# Taitō
Taitō (台東区?, Taitō-ku) è uno dei 23 quartieri speciali di Tokyo, che confina con i quartieri di (da nord in senso orario): Arakawa, Sumida, Chūō, Chiyoda, Bunkyo, Kita.

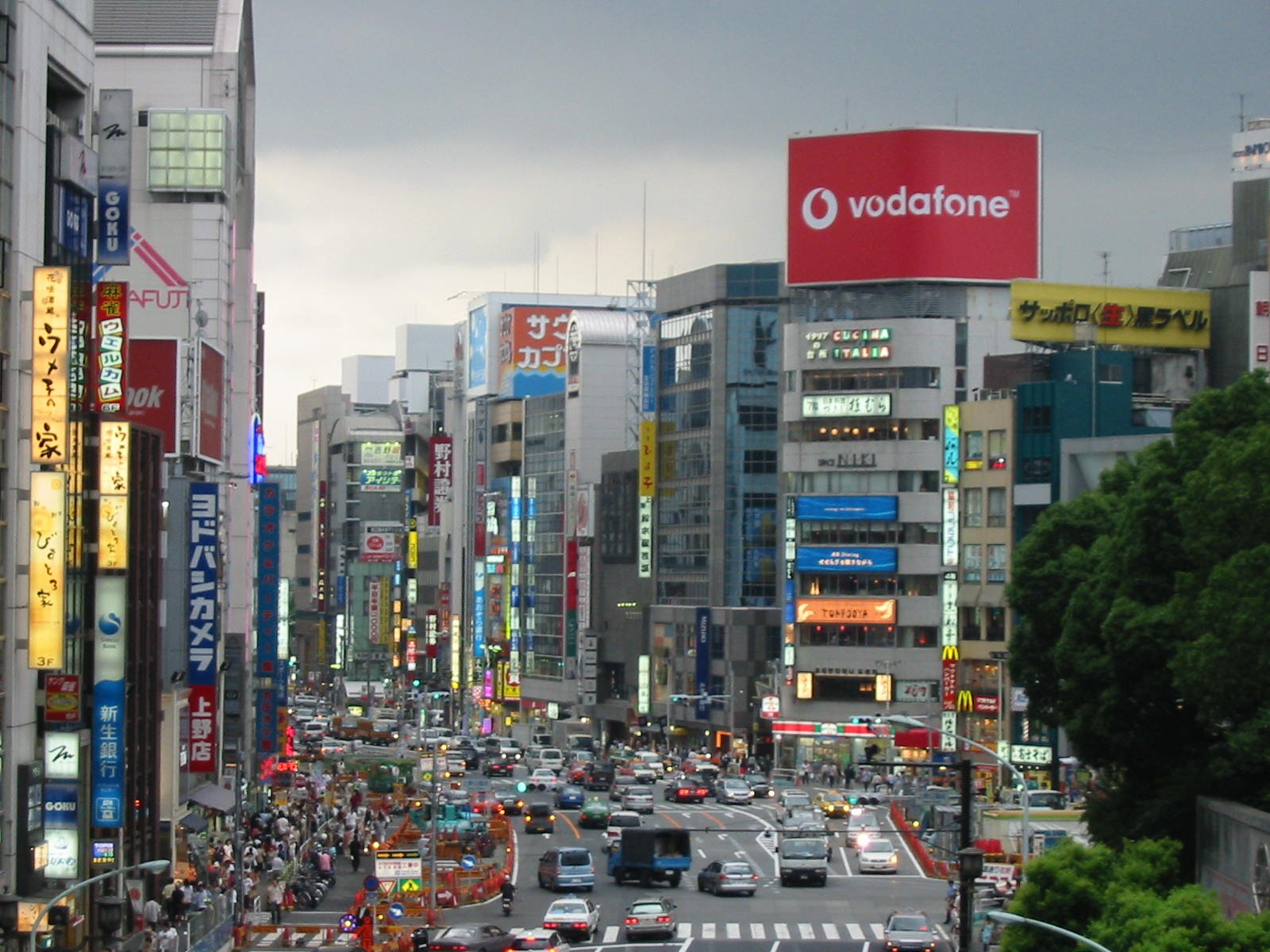
Una strada presso Ueno nel 2004.

Nel 2015 il quartiere era abitato da circa 186.276 persone, con una densità di 18.420 persone/km² su un'area di 10.11 km². Situato nella parte nord-orientale di Tokyo è il più piccolo dei quartieri nell'area di Tokyo e il terzo più piccolo per popolazione.

## Storia
Taitō divenne quartiere speciale il 15 marzo 1947, con la fusione dei vecchi rioni di Asakusa e Shitaya quando la città di Tokyo è stata trasformata nella metropoli di Tokyo. Durante il periodo Edo, insieme agli attuali quartieri Chiyoda e Chūō, era una delle aree urbane più antiche di Tokyo. In passato, Asakusa era uno dei principali distretti dell'intrattenimento del Giappone, dove erano concentrate strutture di intrattenimento come teatri e cinema. A causa dello sviluppo di nuove aree come Shinjuku, Shibuya, Ikebukuro e Roppongi, lo status di Asakusa come area del centro è stato relativamente perso. Attualmente sta diventando sempre più popolare come destinazione turistica, attirando molte persone dal Giappone e dall'estero, perché è una zona dove si può vivere un'atmosfera giapponese anche all'interno di Tokyo.
Il Parco di Ueno, situato a Ueno, il centro del distretto di Shitaya è una concentrazione dei principali musei e musei d'arte del Giappone, il Museo nazionale di Tokyo e l'Università delle arti di Tokyo si trovano nelle vicinanze. Yoshiwara, che si trova alla periferia di Asakusa, è il residuo degli Yoshiwara Yūkaku (quartiere a luci rosse) che esistevano nel periodo Edo.
La stazione di Ueno, la stazione centrale del quartiere, è stata a lungo conosciuta come la porta di accesso alle regioni settentrionali di Kantō e Tōhoku e anche lo Shinkansen si ferma qui. La sezione tra la stazione di Asakusa e la stazione di Ueno della Linea Ginza della metropolitana di Tokyo, aperta nel 1927, è conosciuta come la prima linea metropolitana a tutti gli effetti nell'est.
Poiché il quartiere è generalmente un'area commerciale, sono presenti solo poche aree prettamente residenziali e l'offerta è scarsa. Il tempio Kan'ei-ji e il parco di Ueno sono stati selezionati dalla Fondazione per la conservazione delle antiche capitali tra i 100 splendidi paesaggi storici del Giappone come uno dei migliori esempi del bellissimo clima storico del Giappone preservato per le generazioni future. Il Museo nazionale d'arte occidentale di Le Corbusier è registrato come Patrimonio dell'Umanità. Inoltre, il quartiere ha molte importanti proprietà culturali nazionali, come il Museo nazionale di Tokyo.
Taitō condivide gli stessi caratteri cinesi, "台東", con Taitung, una città di Taiwan.

## Distretti di Taitō

### Zona di Asakusa
- Asakusa
- Asakusabashi
- Hanakawado
- Hashiba
- Higashi-Asakusa
- Imado
- Kaminarimon
- Kiyokawa
- Kojima
- Komagata
- Kotobuki
- Kuramae
- Matsugaya
- Misuji
- Motoasakusa
- Nihonzutsumi
- Nishi-Asakusa
- Torigoe
- Yanagibashi

### Zona di Shitaya
- Akihabara
- Higashi-Ueno
- Ikenohata
- Iriya
- Kita-Ueno
- Minowa
- Negishi
- Ryusen
- Senzoku
- Shitaya
- Taito
- Ueno
- Parco di Ueno (Ueno-koen)
- Uenosakuragi
- Yanaka

## Luoghi d'interesse

### Templi e santuari
- Sensō-ji e Kaminarimon
- Tempio di Asakusa
- Tempio di Akiba
- Kan'ei-ji
- Kishibojin
- Ueno Tōshō-gū
- Zenshō-an

### Parchi

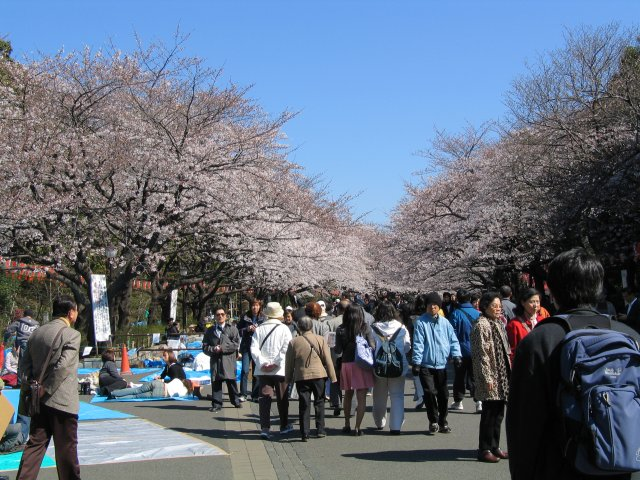
Fioritura dei ciliegi nel Parco di Ueno

- Parco di Asakusa
- Giardino Kyu-Iwasaki-tei
- Parco di Sumida
- Parco di Ueno
- Parco di Yanaka
- Ueno Zoo

### Musei
- Museo del divertimento
- Sala delle sculture di Asakura
- Museo dell'orologio Daimyo
- Museo nazionale d'arte occidentale
- Museo nazionale della natura e delle scienze
- Tokyo Metropolitan Art Museum
- Museo nazionale di Tokyo
- Museo di Ueno no Mori
- Sala commemorativa di Yokoyama Taikan

## Infrastrutture e trasporti

### Ferrovie
JR East
 Tōhoku Shinkansen, Jōetsu Shinkansen, Akita Shinkansen, Yamagata Shinkansen : Stazione di Ueno
  Linea Yamanote, Linea Keihin-Tōhoku : Stazioni Okachimachi, Ueno, Uguisudani e Nippori
 Linea Utsunomiya, Linea Takasaki : Stazione di Ueno
 Linea Jōban, Linea Jōban Rapida : Ufficialmente, la linea inizia nella stazione di Nippori, anche se la maggior parte dei treni inizia/termina nella stazione di Ueno
 Linea Chūō-Sōbu: Stazione di Asakusabashi
 Metropolitana di Tokyo
 Linea Ginza : Stazioni Ueno-Hirokoji, Inaricho, Tawaramachi, Asakusa
 Linea Hibiya : Stazioni Okachimachi, Ueno, Iriya, Minowa
 Ufficio metropolitano del trasporto di Tokyo (Tōei)
 Linea Asakusa : Stazioni Asakusa-bashi, Kuramae, Asakusa
 Linea Ōedo : Stazioni Ueno-Okachimachi, Shin-Okachimachi, Kuramae
 Monorotaia dello zoo di Ueno: Stazioni Higashien dello zoo di Ueno, Nishien dello zoo di Ueno
 Ferrovie Keisei
 Linea Keisei principale: Stazione di Keisei Ueno
 Ferrovie Tōbu
 Linea Skytree: Stazione di Asakusa
 Metropolitan Intercity Railway Company
 Tsukuba Express: Stazioni di Shin-Okachimachi, Asakusa

## Vaporetto
- Nave a vapore turistica di Tokyo
  - Linea del fiume Sumida
  - Linea diretta Asakusa/Odaiba

## Amministrazione

### Gemellaggi
- Northern beaches (Nuovo Galles del Sud, Australia) - 1982
- Innere Stadt (Vienna, Austria) - 1989
- Comune di Gladsaxe (Danimarca) - 2001